# Семирічинське козацьке військо

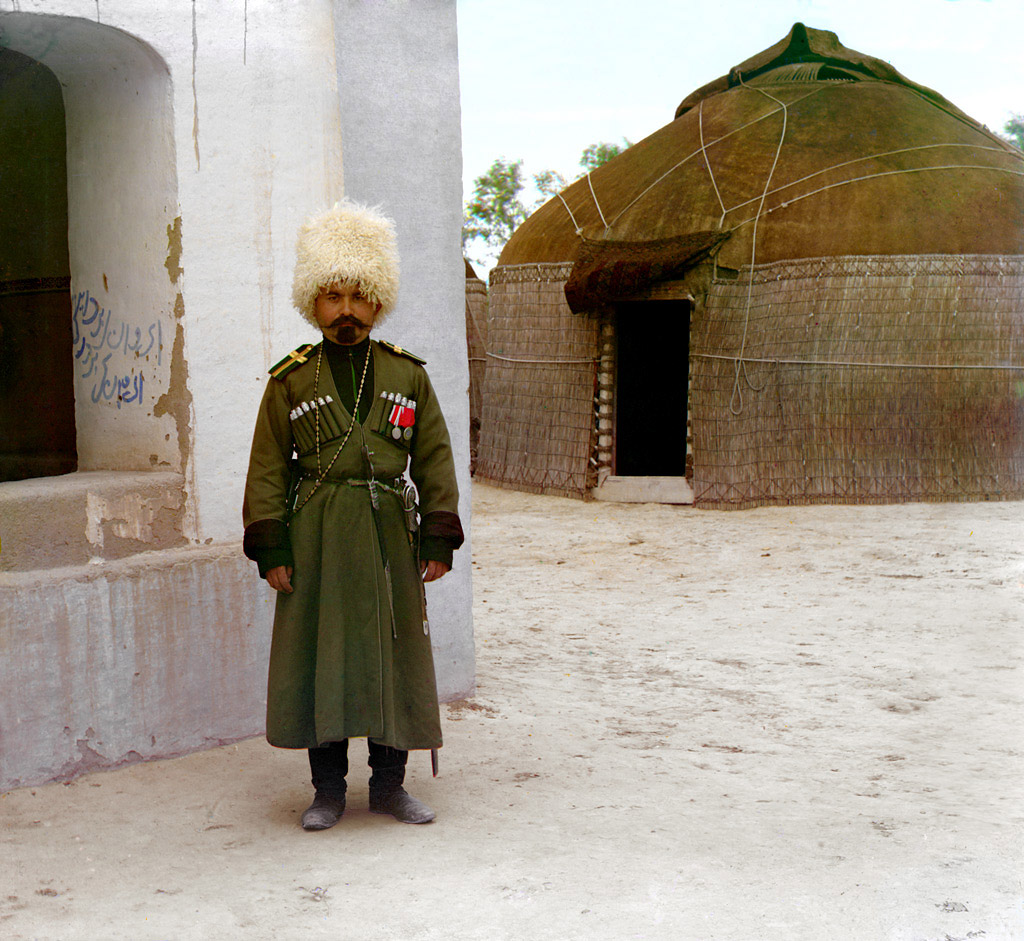
Семирічинський козак

Семирічинське козацьке військо, Семирічинські козаки — військо у Російський імперії, що розташовувалось у Семиріччі (сьогодні це Киргизстан та Алматинська область), частині Жамбилської області і Східноказахстанської області в Казахстані з центром у Вірному. Семирічинське козацьке військо було частиною Сибірського козацького війська до 1867 р.
На початку XX століття Семирічинське військо у мирний час мало 1 полк кінноти (4 сотні) і 1 взвод охорони. Під час війни військо виставляло 3 полки кінноти і 12 окремих сотень.
Семирічинське військо мало 7440 км² землі, з них 710 км² орної. На 1916 р. козацьке населення в цьому регіоні налічувало приблизно 45 000 осіб. Військо брало участь у загарбанні царатом Середньої Азії та в Першій світовій війні.
У 1920 р. військо розпущено, сім'ї козаків депортовано.

## Отамани
- Герасим Ковпаківський